# Джони Айв
Сър Джонатан Айв (на английски: Jonathan Ive; роден на 27 февруари 1967 г.) е английски индустриален дизайнер, президент на индустриалния дизайн в глобалната технологична компания Apple. Смята се, че негово дело са няколко новаторски проекта за неговата компания, включително моделите iMac, iPod, iPhone и AppleWatch, които са добре идентифицирани с компанията.

## Биография
Айв е роден в Лондон, Англия. Учи изкуство и дизайн в Политехническото училище в Нюкасъл. Abe получава рицарско звание от Великобритания и получава титлата командир на Британското кралство Великобритания (CB) и е сред основателите на Tangerine Design Studio. Впечатлението на Apple, един от клиентите на студиото, което той основава, е много голямо. През 1992 г. Apple предлага на Айв да се присъедини към дизайнерския си отдел в Купертино. През 1996 г. Айв е назначен за директор по дизайн в Apple. Отделът за дизайн, ръководен от Айв, проектира оригиналния компютър iMac и неговите поколения, както и други известни продукти, които са добре идентифицирани с компанията до момента.

## Кариера

### Apple
Той става старши вицепрезидент на индустриалния дизайн през 1997 г., след като Джобс се връща и след това оглавява екипа за индустриален дизайн, отговорен за повечето от основните продукти на компанията. Първата дизайнерска задача на Айв е iMac, която помага да се проправи пътя за много други проекти, като iPod, и в крайна сметка iPhone и iPad. Джобс прави дизайна основен фокус на стратегията на компанията и Айв продължава да утвърждава лидерската си позиция с редица функционални, чисти, естетически приятни и търговски успешни продукти. Айв обяснява тясната връзка, която има в работните си отношения с Джобс: „Когато поглеждахме предмети, това, което очите ни виждаха и как ги начина, по който ги възприемаме, бяха напълно идентични, бихме им задали едни и същи въпроси. Имаме същото любопитство към нещата.“ Айв описва Джобс като „толкова умен“, със „смели“ и „прекрасни“ идеи.